# 有田烧

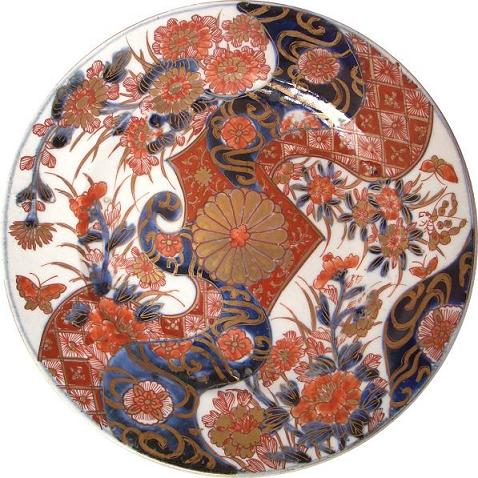
18世纪的有田烧

有田焼（日语：／ Arita-yaki）是日本九州的原肥前国烧制的一种瓷器，是日本最具代表性的陶瓷。该瓷器在古代被大量出口至欧洲，其烧制工艺在日本一直延续至今。有田烧的鼻祖李参平是万历朝鲜战争移居日本的朝鲜陶瓷匠。作品依製造時期、樣式等大致區分成初期伊萬里、古九谷樣式、柿右衛門樣式、金襴手等。另外，還有別系統，僅作為献上用的極上品燒製的作品，藩窯鍋島藩的「鍋島樣式」、上納皇室的「禁裏樣式」。

## 作品

### 國指定重要文化財
（初期伊萬里）
- 染付花卉文德利（箱根美術館）
- 染付山水圖大鉢（大和文華館）

（古九谷樣式）
- 色繪牡丹獅子文銚子（文化廳）
- 色繪亀甲牡丹蝶文大皿（梅澤記念館）
- 色繪竹叭々鳥文大皿（東京國立博物館）
- 色繪牡丹文八角大皿（サンリツ服部美術館）
- 色繪牡丹鳥文大皿（サンリツ服部美術館）

（柿右衛門様式）
- 色繪花鳥文八角大壺（出光美術館）
- 色繪花鳥文八角大壺（三得利美術館）
- 色繪五艘船圖大平鉢（三得利美術館）
- 色繪花卉（かき）文輪花鉢（廣島縣立美術館）

（染付）
- 染付山水圖輪花大鉢（佐賀縣立九州陶磁文化館）

### 其他
- 色繪狛犬（佐賀縣重要文化財）
- 染付有田皿山職人尽し繪圖大皿（佐賀県重要文化財）